# إميت جون هيوز
إميت جون هيوز (بالإنجليزية: Emmet John Hughes)‏ هو صحفي أمريكي، ولد في 26 ديسمبر 1920، وتوفي في 18 سبتمبر 1982.

## وصلات خارجية
- إميت جون هيوز على موقع مونزينجر (الألمانية)